# Subotiv, Halîci
Subotiv (în ucraineană Суботів) este un sat în comuna Perlivți din raionul Halîci, regiunea Ivano-Frankivsk, Ucraina.

## Demografie
Componența lingvistică a localității Subotiv
     Ucraineană (100%)
Conform recensământului din 2001, toată populația localității Subotiv era vorbitoare de ucraineană (100%).